# Daylamites

Carte montrant le Daylam dans le Tabaristan de l'ouest.

Les Daylamites ou Dailamites (Pehlevi ou Perse ancien: Daylamīgān; persan : دیلمیان Deylamiyān) était un peuple iranien habitant le Daylam, région montagneuse du nord de l'Iran actuel, au sud de la mer Caspienne. Sous l'empire Sassanides, ils étaient souvent employés comme soldats, ils ont longtemps résisté à la conquête musulmane de la Perse. Dans les années 930, les Daylamites de la dynastie Bouyides ont contrôlé la plus grande partie de l'Iran d'aujourd'hui, ceci jusqu'à la conquête Seldjoukides à la fin du XIe siècle.

## Origines, langue
Les Daylamites vivaient dans les hautes terres de Daylam, une partie de la chaîne d'Alborz, entre Tabaristan et Gilan.